# إنريكو ميلو
إنريكو ميلو (بالإيطالية: Enrico Millo)‏ ‏ (12 فبراير 1865- 14 يونيو 1930 ) كان أميرالًا إيطاليًّا وسياسي. قاد غارة على البحرية العثمانية في الدردنيل.